# Campionatul Mondial de Handbal Feminin din 1990
Campionatul Mondial de Handbal Feminin din 1990, cea de-a 10-a ediție a Campionatul Mondial de Handbal Feminin organizat de Federația Internațională de Handbal, s-a desfășurat în Coreea de Sud, între 24 noiembrie și 4 decembrie 1990. La competiție au luat parte 16 echipe. Deși a avut loc după Unificarea Germaniei, Germania de Est și cea de Vest au participat separat. Campionatul Mondial a fost câștigat pentru a treia oară consecutiv de Uniunea Sovietică. 

## Clasamentul final
| #   | Team              |
|     | Uniunea Sovietică |
|     | Iugoslavia        |
|     | Germania de Est   |
| 4.  | Germania de Vest  |
| 5.  | Austria           |
| 6.  | Norvegia          |
| 7.  | România           |
| 8.  | China             |
| 9.  | Polonia           |
| 10. | Danemarca         |
| 11. | Coreea de Sud     |
| 12. | Bulgaria          |
| 13. | Suedia            |
| 14. | Franța            |
| 15. | Canada            |
| 16. | Angola            |

Sursă: IHF